# Racine carrée
Racine carrée (zu dt. Quadratwurzel, stylisiert „√“) ist das zweite Studioalbum des belgischen Rappers und Musikproduzenten Stromae. Es erschien am 16. August 2013.
Stromae nahm Racine carrée, wie auch schon sein Debütalbum Cheese, nicht in einem externen, sondern in seinem eigenen Studio in Brüssel auf.
Das Album, dessen Stücke größtenteils von Stromae selbst verfasst wurden, vertritt mehrere Musikstile, wie Hip-Hop, Electro oder auch Weltmusik. Teils sind auch mehrere Musikstile in einem einzelnen Stück vermischt.
Inhaltlich singt und rappt Stromae über verschiedene Themen, unter anderem die Verfremdung durch soziale Netzwerke (Carmen), Probleme zwischen Mann und Frau (Formidable („großartig“) oder Tous les mêmes („Alle gleich“)), die Verhältnisse zwischen Nord- und Südländern (Humain à l’eau) übersetzt er selbst in einem Erklärvideo mit „Human overboard“ („Mensch über Bord“) oder Krebs (Quand c’est? (etwa „Wann ist es soweit?“)).
Carmen wurde von der gleichnamigen Oper von Georges Bizet inspiriert, bei Tous les mêmes wirkt Jazztrompeter Bart Maris mit.

## Titelliste
| Nr. | Titel                            | Länge |
| --- | -------------------------------- | ----- |
| 1.  | Ta fête                          | 2:56  |
| 2.  | Papaoutai                        | 3:52  |
| 3.  | Bâtard                           | 3:28  |
| 4.  | Ave Cesaria                      | 4:09  |
| 5.  | Tous les mêmes                   | 3:33  |
| 6.  | Formidable                       | 3:33  |
| 7.  | Moules frites                    | 2:39  |
| 8.  | Carmen                           | 3:09  |
| 9.  | Humain à l’eau                   | 3:59  |
| 10. | Quand c’est?                     | 3:00  |
| 11. | Sommeil                          | 3:38  |
| 12. | Merci                            | 3:54  |
| 13. | AVF (avec Maître Gims & Orelsan) | 3:44  |

## Kritiken
Alexander Cordas von laut.de bemängelte in seiner Kritik des Albums, dass Stromae „zu oft in die Effektekiste“ greife. „Fast alle Klischees der elektronischen Musik“ kämen in seinen Songs vor, was ihnen einen ungewollt „dilettantischen und ironischen Anstrich“ gäbe. Positive Ausnahmen seien Lieder ohne „Synthie-Getröte“ wie Tous les mêmes, wo Stromae von Big-Band-Bläsern begleitet wird.
Lukas Päckert von MZEE.com hingegen hob besonders positiv hervor, dass Stromae „mithilfe von Blechbläser-Elementen und dem ein oder anderen Einfluss afrikanischer Musik“ dem Genre seinen ganz eigenen Anstrich verpasse. Zudem sei es stark, „wie stark der Künstler mit der Phonetik der französischen Sprache spielt“ und dabei „viel tiefgründigere Themen ab arbeitet, als das Soundbild zunächst vermuten lässt“.

## Kommerzieller Erfolg

### Chartplatzierungen
Bereits vor dem Release von Racine carrée erschienen die Singles Papaoutai und Formidable. Beide Songs erreichten jeweils Platz 1 der Singlecharts in Belgien und Frankreich.
Racine carrée erreichte Platz 1 der französischen, belgischen und schweizerischen Albumcharts.
| ChartsChartplatzierungen | Höchstplatzierung | Wochen |
| ------------------------ | ----------------- | ------ |
| Deutschland (GfK)        | 21 (24 Wo.)       | 24     |
| Flandern (Ultratop)      | 1 (… Wo.)         | …      |
| Frankreich (SNEP)        | 1 (182 Wo.)       | 182    |
| Schweiz (IFPI)           | 1 (134 Wo.)       | 134    |
| Wallonie (Ultratop)      | 1 (… Wo.)         | …      |

| ChartsJahrescharts (2013) | Platzierung |
| ------------------------- | ----------- |
| Flandern (Ultratop)       | 1           |
| Frankreich (SNEP)         | 1           |
| Schweiz (IFPI)            | 5           |
| Wallonie (Ultratop)       | 1           |

| ChartsJahrescharts (2014) | Platzierung |
| ------------------------- | ----------- |
| Flandern (Ultratop)       | 1           |
| Frankreich (SNEP)         | 1           |
| Schweiz (IFPI)            | 2           |
| Wallonie (Ultratop)       | 11          |

| ChartsJahrescharts (2015) | Platzierung |
| ------------------------- | ----------- |
| Schweiz (IFPI)            | 69          |

### Auszeichnungen für Musikverkäufe
| Land/Region                  | Auszeichnungen für Musikverkäufe (Land/Region, Auszeichnung, Verkäufe) | Verkäufe    |
| ---------------------------- | ---------------------------------------------------------------------- | ----------- |
| Belgien (BRMA)               | 12× Platin                                                             | 240.000     |
| Dänemark (IFPI)              | Platin                                                                 | 20.000      |
| Deutschland (BVMI)           | Gold                                                                   | 100.000     |
| Europa (IFPI)                | 2× Platin                                                              | (2.000.000) |
| Frankreich (SNEP)            | 4× Diamant                                                             | 2.000.000   |
| Italien (FIMI)               | Platin                                                                 | 50.000      |
| Kanada (MC)                  | 2× Platin                                                              | 160.000     |
| Niederlande (NVPI)           | Platin                                                                 | 50.000      |
| Österreich (IFPI)            | Gold                                                                   | 7.500       |
| Polen (ZPAV)                 | Gold                                                                   | 10.000      |
| Russland (NFPF)              | 2× Platin                                                              | 20.000      |
| Schweiz (IFPI)               | 5× Platin                                                              | 100.000     |
| Vereinigtes Königreich (BPI) | —                                                                      | 30.000      |
| Insgesamt                    | 3× Gold · 26× Platin · 4× Diamant ·                                    | 2.787.500   |